# Buchnera ebracteolata
Buchnera ebracteolata är en snyltrotsväxtart som beskrevs av D. Philcox. Buchnera ebracteolata ingår i släktet Buchnera och familjen snyltrotsväxter. Inga underarter finns listade i Catalogue of Life.